# Історія УГКЦ
Украї́нська гре́ко-католи́цька це́рква (лат. Ecclesia Graeco-Catholica Ucrainae), скорочено УГКЦ (лат. EGCU) — християнська церква, найбільша католицька церква в Україні. Одна із 23-х східних католицьких церков свого права. Перебуває у сопричасті з Папою Римським й католицькою церквою та зберігає візантійську літургійну традицію. Найбільша католицька церква грецького обряду у світі (понад 5,5 мільйонів вірян). Очолюється верховним архиєпископом Києво-Галицьким; чинний голова — Святослав (Шевчук) (з 27 березня 2011).

### До 1596
У 988 року святий рівноапостольний князь Володимир Великий (у святому хрещенні — Василій) запровадив християнство як державну релігію Київської Русі. Це сталося перед тим, як великий церковний розкол 1054 року розділив християнську церкву на католицьку та православну. Київська митрополія була підпорядкованою Патріархові Константинопольському, проте ця Церква продовжувала підтримувати зв'язки із Католицькою церквою і його Патріархом — Папою Римським.
Попри те, що між Константинополем і Римом існували суперечності, київські ієрархи намагалися зберегти християнську єдність. У 1095 року встановлено свято на честь перенесення до міста Барі в Італії чесних мощей святителя Миколая Мирлікійського (Чудотворця). Посланці з Русі брали участь у соборах Католицької церкви в Ліоні (1245) та Констанці (1418). Сам київський митрополит Ісидор разом з Патріархом Константинопольським Йосифом II був одним з ініціаторів Флорентійської унії (1439). У 1458 митрополитом Київським і всієї Русі з благословення Папи Римського стає Йосиф Болгаринович, визнаний і Патріархом Константинопольським.
Починаючи з XIV століття, у Москві, сформувався та зміцнів новий церковно-державний осередок. Московська митрополія відмовилася визнати Флорентійську унію та відокремилась від давньої митрополії в Києві, проголосивши свою автокефалію (самоврядування) у 1448 року.
У 1589 року за допомогою сили (піврічне утримання у 1588 році в неволі у Москві Константинопольського Патріарха Єремії II Траноса) та підкупу (московські посли сплатили Вселенському патріарху Діонісію, за отримання від нього Томосу щодо проголошення Московської Патріархії замість Київської Митрополії, хабар у розмірі «сорок сороків хутра та 200 золотих червонців») церква у Москві здобула статус патріархату.
Як результат тривалого процесу унійних змагань Синод єпископів Київської митрополії під проводом митрополита Михайла Рагози приймає рішення відновити сопричастя з Римським престолом, забезпечивши при цьому збереження східної християнської традиції і власної церковної та етнокультурної самобутності. Таку модель церковної єдності затверджено на соборі 1596 року в Бересті, від якого й починається інституційне існування Греко-католицької церкви в Україні.

### XVII—XIX століття
24 квітня 1646 року в каплиці Ужгородського замку з ініціативи єпископа-василіянина Василя Тарасовича (галичанина) 63 священники засвідчили єдність із католицькою церквою (укладена Ужгородська унія). «Ужгородська унія» стала опорою для збереження української релігійної та культурної ідентичності в умовах чужоземної окупації.1663 рік — визначено умови, на яких Мукачівська єпархія може бути включена до Київської митрополії. Однак через спротив вдови Ференца II Ракоці Мукачівська єпархія підпорядковується угорському Егерському єпископу.
У 1620 через внутрішній розкол у середовищі ієрархії та вірних Київської митрополії єрусалимський Патріарх Теофан III висвятив на Митрополита Київського Йова Борецького та шістьох єпископів. У 1630—1640-х спроби митрополитів Йосифа Вельяміна Рутського та Петра Могили примирення «Русі з Руссю», скликання спільного Собору та проголошення Київського Патріархату закінчилися невдачею.
Невдовзі православна Київська митрополія була підпорядкована Московському патріархатові (1686) й перетворена на звичайну єпархію в процесі послідовної жорстокої уніфікаційної та русифікаторської політики царату.
Після розділу Гетьманщини Богдана Хмельницького між Річчю Посполитою та Московією Київ та Лівобережна Україна остаточно відходять до Москви, а Правобережжя — до поляків.
Після укладення Житомирської унії У 1729—1795 року резиденцією греко-католицьких митрополитів було місто Радомишль. 5 березня 1729 року у володіння Радомишлем вступив номінант і адміністратор Київської унійної митрополії єпископ Атанасій Шептицький, який згодом у цьому ж році стає митрополитом. До 1772 року було 10 єпархій: Київська, Берестейсько-Володимирська, Луцька, Галицька, Смоленська, Перемишльська, Холмська, Пінська, Полоцько-Вітебська.
По третьому поділу Польщі (1795) на приєднаних до Російської імперії територіях російські царі ліквідували унійну митрополію з її резиденцією в Радомишлі та вісьмома єпархіями в ході так званого «навернення на православ'я».

#### Під владою Габсбургів
З першим поділом Речі Посполитої в 1772 році галицькі землі опинилися в складі Габсбурзької монархії (з 1804 року — Австрійської імперії, з 1867-го — Австро-угорської), а відтак Перемиська, більша частина Львівської (990 парафій), частина Галицької та Кам'янецької єпархій (загалом — 3432 парафії).
У 1774 році імператриця Марія-Терезія змінила назву Церкви з «унійної» на «греко-католицьку», що зберігається за церквою й до сьогодні. Греко-католицьких священників зрівняно у правах з римо-католицькими, а їхні сини отримали право бути представниками урядів на рівні зі шляхтою. Того ж року Марія Терезія заснувала «Барбареум» — першу греко-католицьку духовну семінарію, що розташовувалася у Відні, а 1783 року — Генеральну греко-католицьку семінарію у Львові.
У 1808 році у Львові створено греко-католицьку Галицьку митрополію. З ініціативи Галицького митрополита Михайла Левицького започатковано процес відродження української церковної та народної мови. «Головна Руська Рада», створена в 1848 у Львові й очолювана єпископом Григорієм Яхимовичем (митрополит Галицький в 1860—1863), висунула австрійському урядові вимогу про автономію для Східної Галичини.
У 1868 році деякі греко-католицькі священники виступили засновниками культурно-освітнього товариства «Просвіта», яке ширило українську освіту й національну свідомість в Україні й на поселеннях.

### Спроба об'єднання Мукачівської та Пряшівської єпархії із Галицькою митрополією
У 1888 році Папа Лев XIII оприлюднив план об'єднання Мукачівської та Пряшівської єпархій із Галицькою митрополією. Угорський примас, кардинал Янош Сімор оголосив, що реалізація такого плану була б великою образою національних почувань угорців.
У 1898 року у Будапешті засновано «Краєвий комітет греко-католиків-мадярів», який поставив завдання перевести богослужіння на угорську мову, викреслити з церковного календаря імена св. Параскеви, св. Бориса, св. Гліба, св. Володимира, св. Феодосія та Антонія Печерських, бо вони — не мають нічого спільного із Закарпаттям.
2 вересня 1937 року Ватикан остаточно звільнив Пряшівську та Мукачівську єпархії від підпорядкування угорському Остригомському архієпископу, надавши їм статус «sui juris». Але об'єднання та створення Української ГКЦ все ж таки було зірвано.
Отже, і перша (1663 — визначено умови, на яких Мукачівська єпархія може бути включена до Київської митрополії), і всі інші спроби позитивно вирішити дане питання навіть тоді, коли його реалізації допомагали австрійські Габсбурги під час відновлення Галицької митрополії (1808), кандидатом на очільника якої на першому етапі не конкретно міг розглядатися мукачівський греко-католицький єпископ Андрей Бачинський, чи папські ідеї Григорія XVI створити окремий патріархат для австрійських греко-католиків (1843—1856), або ж навіть плани понтифіка Лева XIII підпорядкувати Мукачівську та Пряшівську греко-католицькі єпархії архієрейській юрисдикції Галицького митрополита (1888), завершилися крахом.

#### Під владою Російської імперії
У 1793—1795, після другого і третього поділів Речі Посполитої, уся Правобережна Україна, за винятком Галичини, опинилася в Російській імперії. Імператриця Катерина II розпочала боротьбу з унійною Київською митрополією, спрямовану на її повне знищення та «поверненню» усіх вірян Російській православній церкві. У 1795 року затримано під домашній арешт митрополита Теодосія Ростоцького, звідки він, відокремлений від своєї митрополії, міг контактувати з вірними тільки дипломатичним шляхом. Наступні митрополити призначалися російськими чиновниками і не були визнані Папою Римським. 1839 року на Полоцькому синоді церкву примушено до об'єднання з Московським патріархатом.
Найдовше на теренах імперії греко-католицька церква проіснувала на Холмщині. Холмське єпископство протрималось до 1871, а 1874 року Пратулинські мученики стали символом стійкості холмських українців у батьківській вірі. Не кращою була доля в Росії й для православних українців. За висловом історика Дмитра Дорошенка:

| «До нового XIX ст. український народ перейшов позбавлений не тільки свого автономного устрою, своєї школи, але й своєї національної Церкви. Над його духовним життям залягла темна ніч». |
Влітку 1914 р. в Одесі «група австрійських підданих» (вочевидь, вихідців з територій сучасної України, які на той час входили до складу Австро-Угорської імперії) отримала відмову на прохання щодо відкриття греко-католицького храму, оскільки «уніатська релігія» в Російській імперії не була визнана. Ця ініціатива могла стати першою спробою заснування української греко-католицької парафії на початку ХХ ст. не лише у згаданому місті, а й на півдні сучасної України загалом.

### Період піднесення
Світлою сторінкою вписана в історію Церкви діяльність митрополита Йосифа Сембратовича (1870—1882) з морального та економічного оздоровлення ситуації в Галичині, створення братств та товариств тверезості.[джерело?] Основи для духовного і матеріального піднесення Галичини було закладено в його посланні «Про велику гідність людини» (1876).
У 1884 р. заснована Станиславівська єпархія.
На порозі XX століття греко-католицька церква в Галичині удостоїлася визначної постаті митрополита Андрея Шептицького (1901—1944). На час його пастирського служіння припадають тривожні часи двох світових війн та семиразової зміни політичних режимів. За цей період, завдяки його жертовній посвяті та талантам церковного і народного провідника, греко-католицька церква досягнула найбільших висот за увесь дотеперішній період свого історичного розвитку. Стараннями Владики відкрито семінарії для підготовки духовенства у Станіславові (тепер — Івано-Франківську) та Перемишлі, засновувалися українські школи, бурси для молоді, шпиталі, сиротинці, надавалася підтримка українському мистецтву та культурі і допомога обдарованим студентам.
Греко-католицька церква у цей період вкладала значні фінанси з метою становлення українського економічного життя. Митрополит Андрей вперше відвідав українських поселенців у Північній Америці та заснував для їхньої духовної опіки греко-католицьку ієрархію. Предстоятель відновив автентичні форми східного чернецтва, дбав про подолання латинізаторських упливів та відновлення східнохристиянської ідентичності церковного життя. На початку минулого століття виступив зачинателем міжцерковного діалогу сучасних українських церков — спадкоємниць Хрещення святого Володимира, щоб наблизити час їхнього єднання навколо престолу Митрополита Київського. Саме оновлена греко-католицька церква, на думку Митрополита, мала бути не перешкодою, а головною сполучною ланкою у відновленні сопричастя між християнським Сходом і Заходом.

### Друга світова війна
УГКЦ була однією з найсильніших інституцій Галичини, налічуючи перед початком Другої світової війни 2387 парафій, 2352 єпархіальних священників, 31 чоловічий і 121 жіночий монастирі й чернечі доми та 3,6 млн вірних. Під опікою церкви діяли Богословська академія, три духовні семінарії, в котрих навчалося 480 студентів.
Наступником Митрополита Андрея, по його смерті 1 листопада 1944 року, став Йосиф Сліпий (1944—1984). Він належав до найближчих сподвижників Митрополита Андрея як довголітній ректор Львівської семінарії та Богословської академії (1928—1944 років) та єпископ із правом з наступництва (1939).

### У підпіллі
На цей час припадає початок жорстоких переслідувань греко-католицької церкви як в Радянському Союзі так і в усіх інших країнах-сателітах тоталітарного режиму. 11 квітня 1945 радянська влада заарештувала Архієпископа Йосифа Сліпого, а згодом було репресовано і всіх інших владик. У травні 1945 була створена «Ініціативна група з возз'єднання греко-католицької церкви з православною», про роботу якої Микита Хрущов особисто доповідав Йосипу Сталіну.
У березні 1946 року у Львові відбувся псевдособор, на якому проголошено ліквідацію Української греко-католицької церкви, значну частину її майна передано Російській православній церкві, а вірних та духовенство насильно змушували зрікатися своєї Церкви. Патріарх Російської православної церкви Алексій I благословив цю подію. Свідками вірності Христові та Церкві стали мільйони мучеників-жертв новітніх переслідувань: єпископи, священники і миряни, монахи і монахині. Під час свого візиту в Україну в 2001 року Папа Римський Іван Павло II проголосив блаженними 28 новомучеників.
28 серпня 1949 року генеральний вікарій І. Кондратович, керівник групи священників за перехід на російське православ'я, проголосив скасування Ужгородської унії 1646 р. та «возз'єднання» Греко-католицької церкви Закарпаття з Російською православною церквою. У церемонії проголошення взяли участь архієпископ РПЦ Макарій та отці Пап і Беца. Усі греко-католицькі церкви і 283 парафії Закарпаття були передані РПЦ. Єпископ Мукачівської греко-католицької єпархії Теодор Ромжа (8 вересня 1944 року — 1 листопада 1947), за категоричну відмову зрадити свою віру був жорстоко вбитий. У червні 2001 року Папа Римський Іван Павло II під час свого візиту в Україну причислив Теодора Ромжу до лику блаженних. [Архівовано 1 серпня 2013 у Wayback Machine.]
У 1946—1989 рр. Українська греко-католицька церква була змушена діяти в підпіллі. Провід Церкви продовжував здійснювати митрополит Йосиф Сліпий протягом довгих 18 років свого тюремного ув'язнення. Після його звільнення в 1963, завдяки старанням папи Івана XXIII, в 1964 підпільну Церкву в Україні очолив сповідник віри митрополит Василь Величковський, а потім його наступник — митрополит Володимир Стернюк. Незважаючи на всі зусилля режиму, під проводом підпільної ієрархії продовжувалося церковне життя на Батьківщині та в місцях заслань: діяли підпільні семінарії та монастирі, зроджувалися нові покликання до священицького та монашого життя.
Завдяки твердій волі та невтомній праці митрополита Йосифа Сліпого, після його насильного вивезення за межі України, значно пожвавилося церковне життя українських поселень на Заході. Митрополит брав участь у Другому Ватиканському соборі, на якому виступив з пропозицією про довершення церковної структури Греко-Католицької Церкви Патріаршим устроєм, будує собор святої Софії в Римі та засновує Український католицький університет імені святого Климента.
Наступником Патріарха Йосифа став Мирослав-Іван Любачівський (1984—2000 р.).

### Відродження

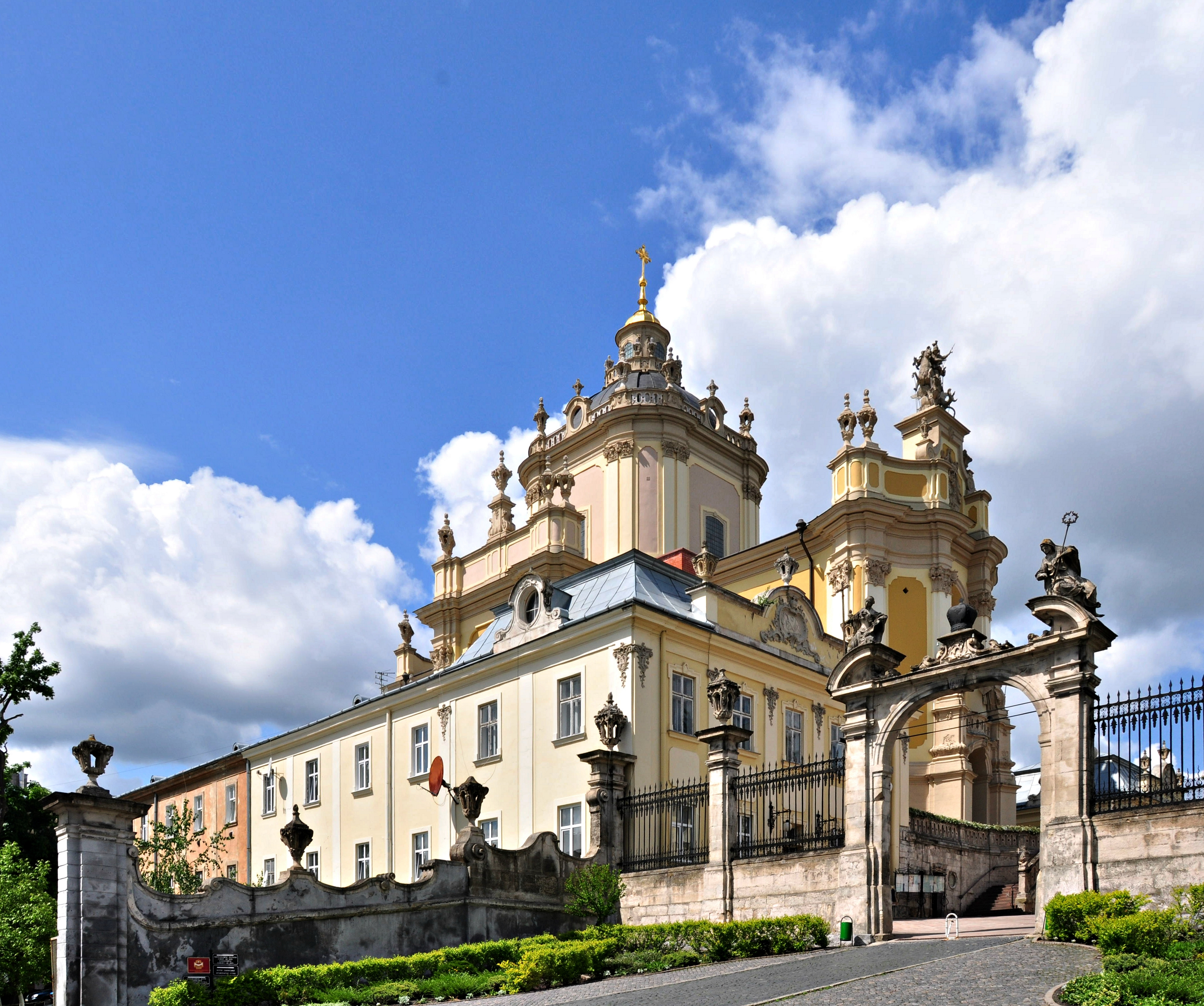
Собор св. Юра, Львів

Від середини 1980-х в Україні розпочався процес відродження УГКЦ, очолюваний митрополитом Володимиром Стернюком та підпільною ієрархією. Переломними подіями були багатотисячний молитовний похід у Львові до Собору Святого Юра 17 вересня 1989 року, з вимогою легалізації УГКЦ в Радянському Союзі, і зустріч Папи Івана Павла II з главою Радянської держави Михайлом Горбачовим в грудні цього ж року. Ці події дали початок відродженню легальної структури УГКЦ, відновлення монастирського життя, процесу повернення відібраних святинь, відбудові системи духовної освіти. За короткий час відновлено діяльність єпархіальних семінарій та Львівської Богословської Академії, розгорнулася видавнича діяльність, налагоджено співпрацю зі школою та душпастирство молоді, у війську (капеланство). На жаль, початок 1990-х був позначений міжконфесійним протистоянням на тлі майнових суперечок, ускладнений розколом всередині українського православ'я.
У 1996 єпископом-помічником Глави УГКЦ обрано єпископа Любомира Гузара, а після смерті 14 грудня 2000 Верховного Архієпископа Мирослава Івана Кардинала Любачівського Синод єпископів УГКЦ обрав Владику Любомира його наступником.
Важливе місце в житті Церкви мали Патріарші Собори УГКЦ (1996, 1998, 2002), які проводили з метою обговорення усією церковною спільнотою найважливіших питань релігійного і суспільного життя: навчання і виховання у вірі, духовного відродження та соціального служіння.
У 2002 року Синод єпископів УГКЦ ухвалив рішення про перенесення Патріаршого престолу Церкви до столиці України та будову в Києві Патріаршого собору.